# Ziem (Familienname)
Ziem ist ein deutscher Familienname.

## Herkunft und Bedeutung
Ziem ist ein aus einer niederdeutsch-friesischen Kurzform des Rufnamens Siegmar (sigu + māri) entstandener Familienname, wobei der Buchstabe Z- für S- eingetreten ist.

## Namensträger
- Alexander Ziem (* 1975), deutscher Germanist und Hochschullehrer
- Dilara Aylin Ziem (* 2002), deutsche Schauspielerin
- Félix Ziem (1821–1911), französischer Maler
- Hansjoachim Ziem (1908–1995), deutscher Verkehrsingenieur und Hochschullehrer
- Joachim Ziem, siehe Jochen Ziem
- Jochen Ziem (1932–1994), deutscher Schriftsteller
- Marco Ziem (1966–2013), deutscher Fußballspieler